# Manuskrypt paryski L

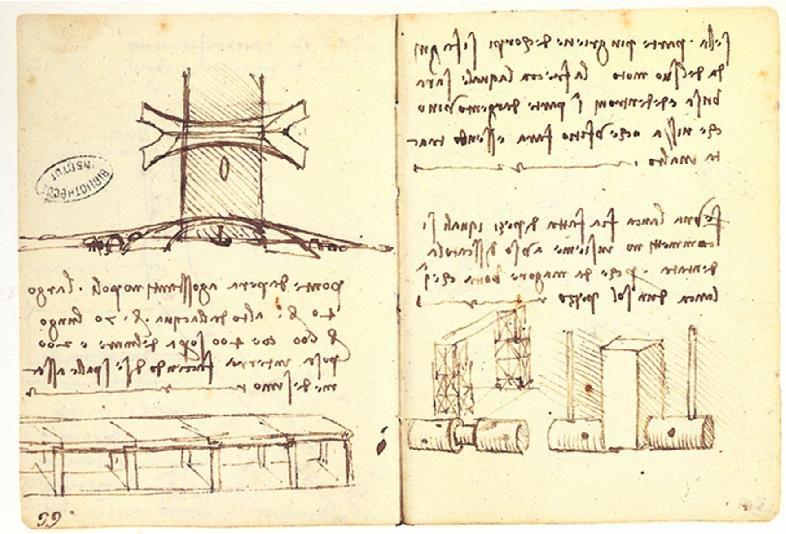
Szkic mostu z Manuskryptu paryskiego L

Manuskrypt paryski L – zbiór notatek Leonarda da Vinci datowany na lata 1497–1502 (w innym źródle do 1503). Jego wymiary wynoszą 109 × 72 mm. Liczy 94 karty. Manuskrypt znajduje się obecnie w Institut de France w Paryżu.
Manuskrypt paryski L jest nieuszkodzonym notatnikiem, w okresie gdy Leonardo da Vinci był zatrudniony jako wojskowy architekt i inżynier u Cezara Borgii, dowódcy wojsk papieskich. W notatniku znalazł się m.in. projekt mostu, który Leonardo da Vinci mógł zaproponować sułtanowi Bajazydowi II w piśmie z lutego 1503 roku. Notatnik również zapiski dotyczące Ostatniej Wieczerzy. Rękopis obejmuje 94 strony.